# Saint-Girons sporting club Couserans
Actualités
Le Saint-Girons Sporting Club est un club français de rugby à XV situé à Saint-Girons (Ariège).
Il évolue dans le championnat de Fédérale 1 en 2025-2026.

## Historique

### Les débuts du club
Si le rugby apparaît en 1898 dans la ville de Saint-Girons, le club du Saint-Girons sporting club naît lui officiellement le 6 août 1908. Il gravit rapidement les échelons en participant à deux finales du championnat des Pyrénées de 3e série en 1908 et 1911. Alors qu'il n'est pas encore affilié officiellement à l'Union des sociétés françaises de sports athlétiques, le club est autorisé à participer au championnat 3e série lors de la saison 1907-1908. Il perd la finale à Tarbes contre le SC vicquois par 6 à 3. En 1911, il perd une nouvelle finale de 3e série contre le SC mazamétain par 3 à 0. Pour la saison 1913-1914, le club remporte le titre de champion des Pyrénées en 2e série dans une formule de championnat aller retour, avec 7 victoires et 1 match nul. À partir de la saison 1912-1913 le championnat de 2e série est renforcé par les meilleurs clubs de 3e série avec montées et descentes. 

#### Champion de France de deuxième série 1914

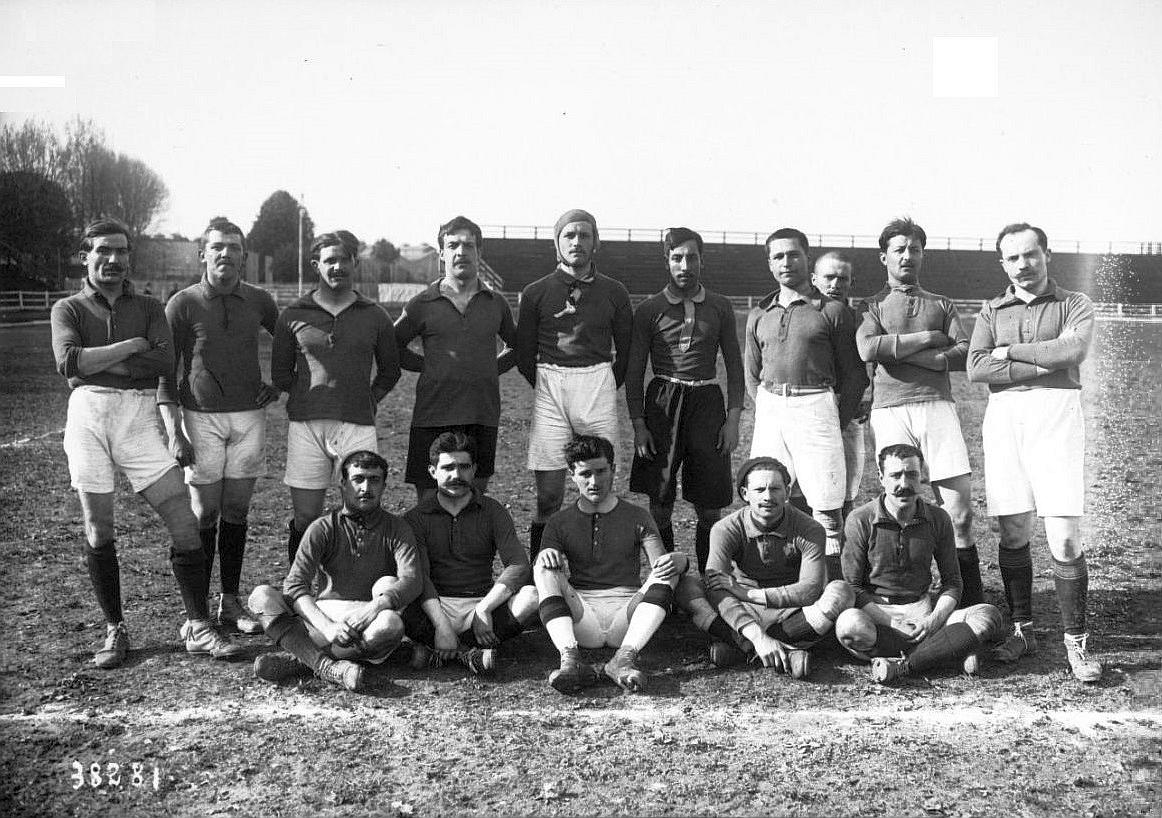
19 avril 1914, l'équipe de Saint-Girons championne de France de deuxième série, au stade de Colombes.

Cette année-là, les « Lions verts » connaissent même leur premier succès en championnat de France, battant le CASG Paris 8-7 en finale de deuxième série.
Opposé ensuite en match de barrage à l'US Montauban pour la montée en première division, il s'impose 9 à 3 et rejoint l'élite. La progression du club est interrompue par la Première Guerre mondiale.
Après la grande guerre, une demi-finale de deuxième série en 1920, perdue face au futur vainqueur (l'AS Bayonne) relance le club.

#### Montée en première division
Saint-Girons remonte en première division pour la première fois en 1922.
Qualifié pour les poules de 3, rassemblant les 30 meilleurs clubs français, il termine 2e de son groupe derrière Dax et se classe donc dans les 20 meilleurs clubs français.
L’année suivante, il n’est pas qualifié via son championnat régional et redescend aussitôt en honneur.

#### Relégation en Honneur (1923-1928)

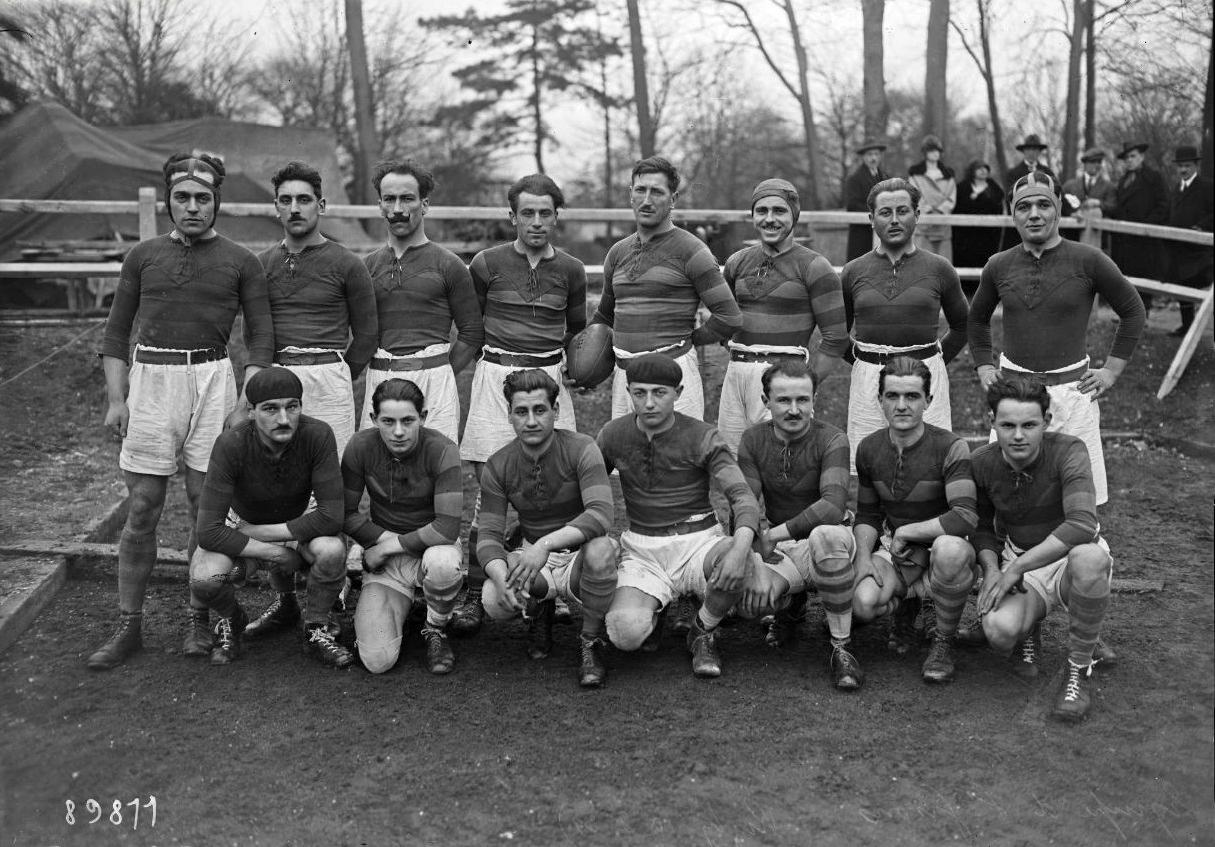
L'équipe de Saint-Girons en février 1924.

Saint-Girons joue ensuite 6 saisons d’affilée en deuxième division avant de remonter.

#### Champion des Pyrénées de première division 1930 et remontée en première division
Le club remonte en 1929 mais malgré une belle victoire contre le Stade français, il ne se qualifie pas pour la seconde phase, devancé par Bègles, Béziers et le Boucau.
Malgré un titre de champion des Pyrénées la saison suivante, il redescend en deuxième division après avoir loupé ses matchs en championnat de France, battu par le Biarritz olympique, l’US Quillan, le CS Vienne et l’Union sportive Fumel Libos.

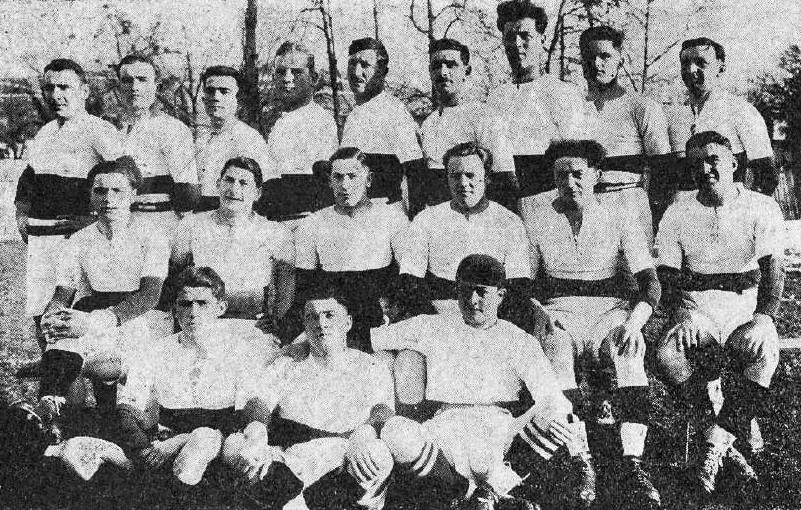
1929 (novembre), le Saint-Girons sporting club Couserans bat le Stade toulousain en championnat des Pyrénées.

#### Retour en division d’honneur (1931-1937)
Saint-Girons retourne en honneur (la deuxième division de l’époque) pour sept saisons consécutives.
Durant cette période en honneur, un autre titre régional vient garnir l'armoire aux trophées du SGSC en 1936.
En 1937, il est promu en première division après avoir battu le FC Lyon en barrage.

#### Retour en première division et Champion des Pyrénées 1938
En 1938, Saint-Girons après une victoire 5-0 à Toulouse est sacré champion des Pyrénées au détriment du Stade toulousain comme huit ans plus tôt.
Cependant, le club termine dernier de sa poule en championnat de France.
Il se maintient ensuite après une victoire en match de barrage.

#### Huitième de finaliste du championnat 1939
L’année suivante en 1939, le club termine premier de sa poule devant le Boucau et se qualifie directement pour les huitièmes de finale.
Il est battu 3-0 par Agen, pourtant moins bien classé en poule. Le match se joue sur le stade Jules-Soulé de Séméac où joue normalement le Stadoceste tarbais.
Puis le Championnat est mis en sommeil à cause de la seconde guerre mondiale mais le club dispute la finale de la coupe de l’espérance 1940 contre le Stade toulousain, au round robin.

### Déclin après la seconde guerre mondiale
Saint-Girons fait partie de l’élite élargie du championnat.
Non qualifié en 1943 et en 1944, il se maintient toutefois en première division jusqu’en 1947 où il est relégué dans le second groupe qui permet toutefois de se qualifier avec les meilleurs clubs français via une première phase de brassage.
Il tombe ensuite en deuxième division en 1948 puis en troisième division en 1950.
En 1951, le club joue sa deuxième finale nationale, celle de promotion (troisième division de l'époque), qu'il perd face aux Alpins de l'US Bellegarde-Coupy (3-15) après avoir éliminé Condom et Bourgoin aux tours précédents.
Il fait ensuite bonne figure à l'étage supérieur, (la Fédérale).
En 1956, après avoir éliminé La Voulte des frères Guy et Lilian Camberabero en demi-finale, il dispute la finale qu'il perd face au SO Chambéry (3-6) dans un match très rugueux.

### Retour au premier plan

#### Remontée en première division en (1956-1965)
Mais l'objectif est atteint : la première division lui ouvre ses portes.

#### Huitième de finaliste du championnat 1957
Dès l'année suivante, les Ariégeois disputent un huitième de finale, perdu d’un rien face à Dax (8-3) sur le stade de la croix du Prince de Pau. Ils jouent également la finale du challenge de l'Espérance, perdue 3-0 face au SC Graulhet.
Entre 1958 et 1963, Saint-Girons se maintient en première division sans toutefois parvenir à se qualifier.
En 1964, il manque de justesse la qualification pour les seizièmes de finale, battu lors de la dernière journée sur son terrain par la Section paloise 3-0.
Puis, après 9 saisons consécutives en première division, Saint-Girons dernier de sa poule en 1965 descend en deuxième division et n'est pas repêché par la FFR.
À l'époque, les dernières places pour la première division sont attribuées à la discrétion du comité de direction de la fédération entre les demi-finaliste du championnat de France de deuxième division et les derniers de leur poule de première division.

#### Saint-Girons en deuxième division (1965-1970).
Saint-Girons joue ensuite 5 saisons consécutives en deuxième division entre 1966 et 1970.
Cette année là, le club assure sa remontée en première division grâce à une victoire sur Bourgoin 11-3 lors des huitièmes de finale.
Saint-Girons élimine ensuite le Lyou OU avant d'être éliminé par le Boucau en demi-finale.

#### Vainqueur du challenge de l’Essor 1970
Saint-Girons remporte le challenge de l’Essor en 1970 après une victoire sur le futur champion de France de deuxième division, Rodez.

#### Remontée en première division (1971-1976)
Saint-Girons remonte en première division et connaît ensuite une nouvelle période dorée dans les années 1970 qui voit le club se qualifier pour les phases finales trois années consécutives (1973, 1974 et 1975), sans toutefois pouvoir aller au-delà une seule fois (défaites en seizième de finale contre le Stade bagnérais, le CA Brive et l'AS Béziers).
En 1974, Saint-Girons réussit l’exploit de s’imposer sur le terrain du Stade toulousain grâce à un essai de l’ailier Aguilar dans les arrêts de jeu.
La même année, le club dispute la finale du challenge de l'Espérance mais elle se solde par une défaite contre le RRC Nice 23-6.

### Descente en groupe B puis aller-retour entre le groupe B et la deuxième division

#### Descente en groupe B et perte des meilleurs éléments
Dernier de sa poule en 1976 malgré la régularité du buteur Souquet, le club redescend en groupe B et perd progressivement ses meilleurs éléments comme le deuxième ligne Jean-Pierre Gébus ou encore le futur ailier international Patrick Estève.

#### Descente en deuxième division
Saint-Girons est ensuite relégué en deuxième division (la troisième niveau hiérarchique du rugby français) en 1980 où il passe 9 saisons.

#### Remontée en première division groupe B
Demi-finaliste du Championnat de France de deuxième division contre Cahors en 1989, Saint-Girons remonte en première division groupe B.
Quart de finaliste du championnat de France groupe B en 1997, il dispute même un barrage d'accès au groupe A2, perdu de peu 23-28 contre l'Aviron bayonnais.
Le match arrêté 3 minutes avant la fin provoquera la colère des supporters ariégeois.
L'année suivante, Saint-Girons termine en tête de sa poule mais est éliminé dès les huitièmes de finale par le Stade bordelais 22-21.
Après ces deux saisons dans le haut du tableau où il a échoué de peu à remonter en groupe A, Saint-Girons est relégué en 1999.

#### Descente en deuxième division puis champion de France Fédérale B 2000
Son équipe réserve de Fédérale 2 (Fédérale 2B) est sacrée championne de France en 2000 pendant que son équipe fanion échoue à remonter.
L'Équipe réserve joue une nouvelle finale en 2004 mais s'incline alors contre Gennevilliers.

### Descente au niveau régional, restructuration du club et retour en Fédérale 2
Après être descendu en division Honneur en 2010, le club avec une nouvelle équipe dirigeante présidée par Vincent Bonzom, Didier Lompede et Didier Lemasson, un nouveau staff technique, Lionel Heymans et Benoît Tessarotto. Le club parvient après trois années de reconstruction à remonter en Fédérale 3, puis en Fédérale 2 en 2019. En 2014 puis en 2018, le club est champion des Pyrénées et champion de France Honneur.
Le club remonte ainsi en Fédérale 3 puis en Fédérale 2 la saison suivante.

## Résultats sportifs

### Palmarès
- Championnat de France de 2e division :
  - Champion (1) : 1914
  - Vice-champion (1) : 1956
- Coupe de l'Espérance :
  - Finaliste (1) : 1940[1]
- Challenge de l'Espérance :
  - Finaliste (2) : 1957 et 1974
- Championnat des Pyrénées :
  - Première division (4) : 1928, 1938, 2014 et 2018
  - Deuxième série/division (3) : 1914, 1920 et 1936
  - Troisième série (1) : 1913
- Championnat de France Honneur :
  - Vainqueur (2) : 2014 et 2018

### Bilan saison par saison
| Saison    | Niveau | Championnat | Classement | Phase finale                              | Titres |
| --------- | ------ | ----------- | ---------- | ----------------------------------------- | ------ |
| 2007-2008 | 4      | Fédérale 2  | 7e/12      | -                                         | -      |
| 2008-2009 | 4      | Fédérale 2  | 10e/12     | Relégation en Fédérale 3                  | -      |
| 2009-2010 | 5      | Fédérale 3  | 7e/12      | -                                         | -      |
| 2010-2011 | 5      | Fédérale 3  | 12e/12     | Relégation en Honneur                     | -      |
| 2011-2012 | 6      | Honneur     |            |                                           | -      |
| 2012-2013 |        |             |            |                                           | -      |
| 2013-2014 | 6      | Honneur     | ?          | Promotion en Fédérale 3                   | -      |
| 2014-2015 | 5      | Fédérale 3  | 10e/10     | Relégation en Honneur                     | -      |
| 2015-2016 | 6      | Honneur     | ?          | Promotion en Fédérale 3                   | -      |
| 2016-2017 |        |             |            |                                           | -      |
| 2017-2018 | 6      | Honneur     |            |                                           | -      |
| 2018-2019 | 5      | Fédérale 3  | 2e/12      | 1/8es de finale - Promotion en Fédérale 2 | -      |
| 2019-2020 | 4      | Fédérale 2  | 5e/12      | Compétition suspendue puis annulée        | -      |
| 2020-2021 | 5      | Fédérale 2  | 6e/12      | Compétition suspendue puis annulée        | -      |
| 2021-2022 | 5      | Fédérale 2  | 2e/12      | Barrages d'accession                      | -      |

## Personnalités du club

### Présidents
Léopold Gouiric président du début en 1908 jusqu’en 1943 date de son arrestation par la police allemande. Léopold Gouiric est déporté au camp de Compiègne puis de Mathausen. Il meurt gazé au camp de Hartheim en Autriche le 23 août 1944. Le Stade porte son nom depuis cette période.

### Entraîneurs
- 2005-2009:  Nicolas Martin

### Joueurs emblématiques
- Jean Caujolle (1888-1943), a débuté au club, 5 sélections en équipe de France
- François Cahuc (1892-1972), a disputé un match du Tournoi des Cinq Nations en 1922[8].
- André Rives (1924-2017), débute au club, puis passe au XIII avec Albi puis Saint-Gaudens et sera 14 fois international.
- Nicolas Martin (centre, champion de France avec le Stade toulousain en 1997, puis joueur de l'Aviron bayonnais, avant de devenir entraîneur du Saint-Girons Sporting Club en 2005)
- George Tsiklauri
- Sylvain Dispagne (3e ligne champion de France en 1996, 1997, 1999 et 2001, champion d'Europe en 1996 avec le Stade toulousain, International français)
- Éric Béchu, 1960-2013, joueur et entraîneur français de rugby à XV. Il a entraîné onze ans durant le Sporting club albigeois avant de rejoindre le Montpellier Hérault rugby en 2010.
- Jean-Marc Doussain (demi de mêlée depuis 2009 avec le Stade toulousain puis le LOU rugby, international français)
- Gilbert Pujol (1938-2025), passé au XIII.